# Pangarambangan
Pangarambangan is een bestuurslaag in het regentschap Padang Lawas Utara van de provincie Noord-Sumatra, Indonesië. Pangarambangan telt 608 inwoners (volkstelling 2010).